# Alexander von Humboldt (schip, 1906)
De Alexander von Humboldt is een Duits zeilschip. Het schip was oorspronkelijk een lichtschip, maar werd in de periode 1986 - 1988 omgebouwd tot een bark. Het meest typerende uiterlijke kenmerk van dit schip zijn zijn groene zeilen.
Daar het schip gecategoriseerd is als tallship, is het een vaak geziene gast op talrijke tallshipevenementen zoals de Tall Ships' Races en Sail Amsterdam.

## Algemene informatie
| Scheepstype                            | Driemastbark |
| Vlag                                   | Duitsland    |
| Thuishaven                             | Bremen       |
| Jaar van eerste lancering (lichtschip) | 1906         |
| Jaar van transformatie                 | 1988         |
| Eigenaar                               |              |
| Lengte over alles                      | 62,55 m      |
| Lengte van de scheepsromp              | 53 m         |
| Breedte                                | 8 m          |
| Totale zeiloppervlakte                 | 1010 m²      |
| Deplacement                            | 800 ton      |
| Call sign                              | DFAW         |
| IMO-nummer                             | 8626886      |

## Geschiedenis
De Alexander von Humboldt werd in 1906 te water gelaten als het lichtschip 'Reserve Sonderburg'. Dit lichtschip was gestationeerd in de Oostzee, later in de Noordzee. De vele positiewijzigingen die het schip maakte, gingen gepaard met naamsveranderingen: 'Reserve Fehmarnbelt', 'Reserve Holtenau', 'Kiel' en 'Confidentia'. In 1986 werd het schip uit dienst genomen en de STAG (Sail Training Association Germany) besloot het schip om te bouwen tot opleidingsschip. Enerzijds ligt het niet voor de hand om een lichtschip om te bouwen tot zeilschip, anderzijds is de vorm van de romp erop voorzien om hevige golven te trotseren.
De ontwerpen voor het zeilschip werden gemaakt door Zygmunt Choren, die in die periode ook de plannen maakte voor de Dar Mlodziezy en de Pogoria. Op 30 mei 1988 kreeg het schip de naam van de Duitse ontdekkingsreiziger Alexander von Humboldt.
Begin 2011 is het schip uit de vaart genomen en opgevolgd door de Alexander von Humboldt II, waarna het schip verplaatst werd naar de Bahama's, waar het zou dienen als restaurant. Echter bleek dit geen succes en werd de Alexander von Humbolt in het begin van 2013 teruggezeild naar Europa.
In 2014 is het schip omgebouwd naar een hotel met 42 bedden in 16 hutten, tevens is er een restaurant in het schip gevestigd. Op 19 april 2015 kwam het schip aan in de Europahafen van Bremen, waarna het op 24 oktober van hetzelfde jaar verplaatst werd naar de Bremerse promenade Schlachte, waar ze vandaag de dag dienst doet als hotel en restaurant.

## Aan boord
De Alexander von Humboldt (of kortweg de 'Alex' of 'Aida' ) wordt, zoals vele andere tallships, gebruikt als opleidingsschip. Er is plaats voor een bemanning van 25 personen plus 35 cadetten. Het doel is om de cadetten vertrouwd te maken met het leven op zee en hen in teamverband leren werken. Ze moeten dan ook met alles helpen, zoals de zeilen hijsen en binnenhalen, mee koken en instaan voor het onderhoud van het schip. Daarnaast is er ook tijd voor ontspanning.